# Edney Gouvêa Mattoso
Edney Gouvêa Mattoso (ur. 2 lutego 1957 w Rio de Janeiro) – brazylijski duchowny katolicki, biskup Nova Friburgo w latach 2010–2020.

## Życiorys

### Prezbiterat
29 sierpnia 1987 otrzymał święcenia kapłańskie z rąk kardynała Eugênio de Araújo Salesa. Inkardynowany do archidiecezji Rio de Janeiro, pracował duszpastersko na terenie archidiecezji. Był także m.in. prefektem w seminarium oraz członkiem licznych kurialnych komisji.

### Episkopat
12 stycznia 2005 został mianowany biskupem pomocniczym archidiecezji Rio de Janeiro, ze stolicą tytularną Tunnuna. Sakry biskupiej udzielił mu 12 marca 2005 kard. Eusébio Scheid. Jako biskup odpowiadał za wikariat Leopoodina.
20 stycznia 2010 został mianowany biskupem diecezji Nova Friburgo, zaś 13 marca 2010 kanonicznie objął urząd. 22 stycznia 2020 papież przyjął jego rezygnację z pełnionego urzędu.